# Арістово
Арі́стово (рос. Аристово) — присілок у складі Великоустюзького району Вологодської області, Росія. Адміністративний центр Зарічного сільського поселення.

## Населення
Населення — 444 особи (2010; 620 у 2002).
Національний склад (станом на 2002 рік):
- росіяни — 99 %